# سولانين
السولانين (باللاتينية: Solanine) مركب سام من المواد الكيميائية وأحد الأيضات الثانوية (بالإنجليزية: Secondary metabolites) العديدة التي تنتجها بعض النباتات. أخذت اسمها اللاتيني من الفصيلة الباذنجانية حيث أن الكثير من نباتات هذه الفصيلة مثل البطاطا والبندورة والباذنجان وعنب الديب تنتج هذه المادة في أوراقها أو ثمارها أو درناتها.
السولانين مركب سام من المواد الكيميائية وأحد الأيضات الثانوية العديدة التي تنتجها بعض النباتات. الكثير من نباتات الفصيلة الباذنجانية مثل البطاطا والبندورة والباذنجان وعنب الديب تنتج هذه المادة في أوراقها أو ثمارها أو درناتها، وذلك لمقاومة الفطريات والحشرات التي قد تتطفل عليها، وللدفاع عن نفسها من الحيوانات التي قد تتناولها، فالحيوانات لا تتناول بشكل فطري النباتات التي قد تسبب لها التسمم.
أوضحت الجمعية الألمانية للتغذية أن الإصابة بتسمم ناتج عن مادة السولانين أمر نادر الحدوث، ومع ذلك ينبغي عند إعداد ثمار البطاطا إزالة الأجزاء الخضراء والبراعم تماما.

## التركيب
هو عبارة عن جلايكو ألكالويد، مر الطعم وسام «C45H73NO15»، يشتق من براعم البطاطا والطماطم ولديه خصائص ناركوتية والتي استغلت سابقا لعلاج الصرع. يتشكل السولانين طبيعيا في أي جزء في النبات بما فيها الأوراق والفاكهة والدرنات. يعد سام حتى عند الكميات القليلة منه، له خصائص مقاومة للفطريات والحشرات، ويعد واحد من عوامل الدفاع الموجودة في النباتات. تصنع البطاطا طبيعيا السولانين والكاكونين كآلية دفاع ضد الحشرات والأمراض والحيوانات المفترسة، كما أن أوراق البطاطا وجذوعها غنية بشكل طبيعي بالجلايكو ألكالويد.

## السمية
تظهر سمية السولانين بشكل رئيسي باعتلالات هضمية وعصبية، تتضمن الأعراض التالية: الغثيان، الإسهال، الاستفراغ، تشنج المعدة، حرقة الحنجرة، الصداع، الدوخة، الهلوسة، فقدان الإحساس، الشلل، الحمى، اليرقان، توسع البؤبؤ، وانخفاض الحرارة، جميع الأعراض السابقة مسجلة في الحالات الحادة من المرض. الكميات الكبيرة من السولانين يمكن أن تسبب الموت، وقد اقترحت إحدى الدراسات أن الجرعات من 2 إلى 5 ملغرام/كيلو غرام من وزن الجسم يمكن أن يسبب أعراضا سمية، أما الجرعات بين 3 إلى 6 ملغرام/كيلو غرام من وزن الجسم يمكن أن تكون قاتلة.
تحدث الأعراض عادة من 8 إلى 12 ساعة بعد الالتهام، لكن يمكنها أن تحدث بسرعة تصل إلى 30 دقيقة بعد تناول أطعمة تحتوي على تراكيز عالية من السولانين.
يتم اختيار الأصناف التجارية للبطاطا التي تباع في الأسواق على أساس محتواها القليل من السولانين، حيث يبلغ في البطاطا التجارية أقل من 0.2 ملغ/غ. ويكون محتوى السولانين ساما عندما يصل تركيزه إلى 1 ملغ/غ.
يؤدي تناول هذه المادة بكميات كافية أو بتراكيز عالية إلى اضطرابات هضمية وعصبية. تشمل أعراض التسمم بها القيء والغثيان وحروق الحلق

## تجنب التسمم
تجنب التسمم بالسولانين أمر بسيط للغاية، فما علينا إلا تجنب شراء واستهلاك حبات البطاطا التي تظهر على قشرتها اللون الأخضر مهما كانت درجة هذا اللون بسيطة، كما تتخلص البطاطا من 30 - 80% من السولانين عند تقشيرها. ويعمل القلي على درجات حرارة عالية «فوق °170م» على تعطيل هذه المادة وابطال سميتها، أما الغلي غير فعال في إبطال سمية السولانين، والمايكرويف فهو فعال نوعا ما. إلا أن اختيار حبات البطاطس التي لا يظهر على قشرتها أي لون أخضر يبقى أهم وأول خطوة للوقاية من هذا السم.
أوضحت الجمعية الألمانية للتغذية «dge» بمدينة بون، أنه ينبغي تخزين ثمار البطاطا في مكان بارد ومظلم حيث أن القيام بذلك الأمر ليس من شأنه منع انتشار البكتيريا والجراثيم فحسب، بل العمل على تقليل نسبة مادة السولانين بثمار البطاطا.